# Severnojadranski Veneti
Severnojadranski Venéti so bili Italcem sorodno antično indoevropsko ljudstvo. Živeli so v severni Italiji, na območju današnje pokrajine Veneto, ki se (podobno kot v antiki rimska provinca Venetia et Histria) tudi imenuje po njih. V italijanščini se za to ljudstvo uporablja izraz Paleoveneti zaradi ločevanja od današnjih prebivalcev pokrajine Veneto, ki se v italijanščini imenujejo Veneti.

## Venetsko področje in venetski jezik
Venetski jezik je izpričan v napisih iz obdobja med 6. in 1. stoletjem pr. n. št. Predstavlja samostojno vejo indoevropske jezikovne družine, najbolj pa je soroden italskim jezikom, posebej latinščini in faliskijščini. Venetom so bili jezikovno sorodni tudi Liburni, antično ljudstvo na območju jadranske Hrvaške. Etnično ozemlje Venetov je na zahodu segalo do reke Adiže (antično Athesis), ali po mnenju drugih do reke Adde, na severu do Alp, na vzhodu do reke Timave v Furlaniji (antično Timavus), na jugu pa do jadranskega zaliva. Venetski kulturni vplivi pa so segali veliko dlje: preko Alp in ozemlja današnje Slovenije vse do Donave, preko reke Pad na jug vse do današnje Bologne, tedaj etruščanske Felsine.

## Zgodovina
Čeprav legenda o izvoru Venetov trdi, da so njihovi predniki na ozemlje severne Italije prišli iz dežele Paflagonskih Venetov pod vodstvom trojanskega junaka Antenorja, so njihovi predniki na ozemlje severne Italije v resnici verjetno prišli iz vzhoda, iz smeri Posočja, od koder naj bi prinesli tudi običaj upepeljevanja oziroma žarnega pokopa. Vsekakor je bila pomembna podlaga oblikovanja zgodovinskih Venetov protovillanovska kultura, iz katere so se sicer oblikovali tudi Etruščani. 
Na tej osnovi se je na območju Venetov razvila železnodobna atestinska ali estenska kultura (900-182 pr. n. št.). Ta kultura nosi ime po mestu Ateste (današnji Este), ki je znano tudi po svetišču venetskega božanstva Reitije (Reitia), pomembnejše središče pa je bilo tudi mesto Patavium (današnja Padova). Pripadniki estenske kulture so bili spretni v obdelavi kovin, v izdelovanju orožja in v oblikovanju človeških bronastih figuric. Ta kultura je sicer znana predvsem po žarnih grobiščih. Veneti so že v začetku 1. tisočletja pr. n. št. imeli zametke specializirane obrti, ki se je že kmalu usmerila tudi v izvoz, v 7. stoletju pr. n. št. pa pri njih pride do izrazite poklicne diferenciacije, ki ji v 6. stoletju pr. n. št. sledi razvoj mestnih naselij. V  6. in 5. stoletju pr. n. št. postane področje Venetov eno poglavitnih področij situlske umetnosti. Situle ali vedrice so značilne visoke bakrene kovinske posode, ki so na zunanji strani okrašene z vzorci vojščakov, živali in prizorov iz vsakdanjega življenja, in so bile prvotno namenjene za hranjenje vina in ostalih tekočin, kasneje pa so jih uporabljali tudi kot žarne posode. V 5. stoletju pr. n. št. so se pojavili tudi napisi v venetskem jeziku; ohranjenih je več kot 200 napisov v njihovi lastni venetski abecedni pisavi, ki se je oblikovala na osnovi etruščanske predloge. Pisanja so se verjetno učili predvsem v svetiščih, Veneti sami pa so abecedno pisavo razširili med sosednje Retijce.
V 4. stoletju so na območje severne Italije prišli Galci pod njihovimi vplivi so se značilnosti estenske kulture spremenile. O kakem konfliktu med Rimljani in Veneti ni poročil. Kot kaže, sta imeli obe ljudstvi skupne sovražnike, zaradi česar so postali zavezniki, kar je omogočilo integracijo venetske družbe v nastajajoči rimski imperij. Leta 182 pr. n. št. so priznali nadoblast Rimljanov, od tedaj so se znašli v procesu romanizacije. Leta 181 pr. n. št. so Rimljani v bližini območja Venetov ustanovili mesto Aquileia (današnji Oglej) z namenom, da bi preprečili vpade keltskih Galcev z druge strani Alp. Tako so to ozemlje postopno vključili v rimsko provinco Gallia Cisalpina. Leta 49 pr. n. št. so Veneti postali rimski državljani in s tem se je začel proces njihove romanizacije. Njihovo ozemlje je postalo del 10. avgustejske regije (Venetia et Histria).

## Družba
Venetska družba je z razvojem obrti in mestnega življenja ustvarila močno poklicno diferenciacijo družbenih vlog,  vendar pa stopnja razslojenosti na bogate in revne glede na grobne dodatke morda ni bila velika. Venetska družba izstopa s pomembnostjo, ki so jo v njej imele ženske, o čemer pričajo primeri skupnih  pokopov, po drugi strani pa se to kaže v neobdelanih kosih kovine (aes rude), ki so pred uvedbo denarja služili za plačilno sredstvo, in ki jih najdemo le v ženskih grobovih. Obstaja pa tudi možna razlaga, da se je vloga žensk pri Venetih povečala, ker naj bi se bojevanje kot izrazito moška funkcija, pri njih umaknilo v ozadje. O slednjem morda kljub prisotnosti mečev pričuje odsotnost defenzivnega orožja  v moških grobovih.

## Verovanje Venetov
Poglavitna božanstva starih Venetov so bila Reitia, Trumusiat in morda boginja, ki je bila gospodarica živali. Rimski viri omenjajo čaščenje boginje Junone, v resnici pa se zadaj skriva čaščenje domače Reitie oziroma Pore. Pora ali Reitia, katere vzdevek je verjetno tudi Loudera, naj bi bila porodna boginja, hkrati pa tudi boginja zdravja.  Med Veneti je bilo čaščeno tudi božanstvo Trumusiat s trojno naravo, pri katerem danes ne moremo ugotoviti ali gre za moško ali žensko božanstvo; v kasnejšem času pa ga je nadomestilo čaščenje Apolona. Poleg teh dveh božanstev je imela poudarjeno vlogo neka po imenu neznana boginja, ki je veljala za gospodarico živali. Veneti so se radi posvečali vzreji konj in v ustju reke Timav so v čast Diomeda žrtvovali belega konja. Ohranili so se tudi primeri lokalnih kultov, npr.  kult božanstva  Aponusa, ki je bil božanstvo voda, bogatih z žveplovodikom.
Veneti so poznali tudi kulturnega junaka. Med njimi se je namreč razširilo verovanje, da so potomci dela Paflagonskih Venetov, ki jih je v času trojanske vojne njihov  voditelj Antenor popeljal v Trakijo, od tam pa v deželo Venetov na severnem delu Jadrana, kjer je ustanovil kraljestvo s središčem v Pataviumu, poznan pa je bil tudi po tem, da naj bi uvedel vzrejo konj.  Obstajata dve različici zgodbe o Antenorju- po starejši različici je bil prednik mesta Pataviuma, po kasnejši pa je postal prednik vseh Venetov. Pripovedi o maloazijskem kulturnem predniku ne gre jemati dobesedno, temveč predvsem kot mit, ki je ustrezal tedanjim političnim razmeram: prednik Rimljanov naj bi bil Enej, prednik Daunijcev Diomed, prednik Venetov pa Enejev kapitan Antenor, trojanski junaki pa so na simbolni ravni predstavljali  zavezništvo z Rimljani.

## Zgodovinske omembe
- Herodot - Historiai 7
- Polibij - ii.17.4-6, 18.1-3; ii.23.1-3; ii.24.7-8
- Strabon - xiii.1.53; v.1.4, 8, 9
- Livij - Ab Urbe Condita 1.1; 5.34
- Plinij starejši - Naturalis historia iii.130